# 协和喷泉

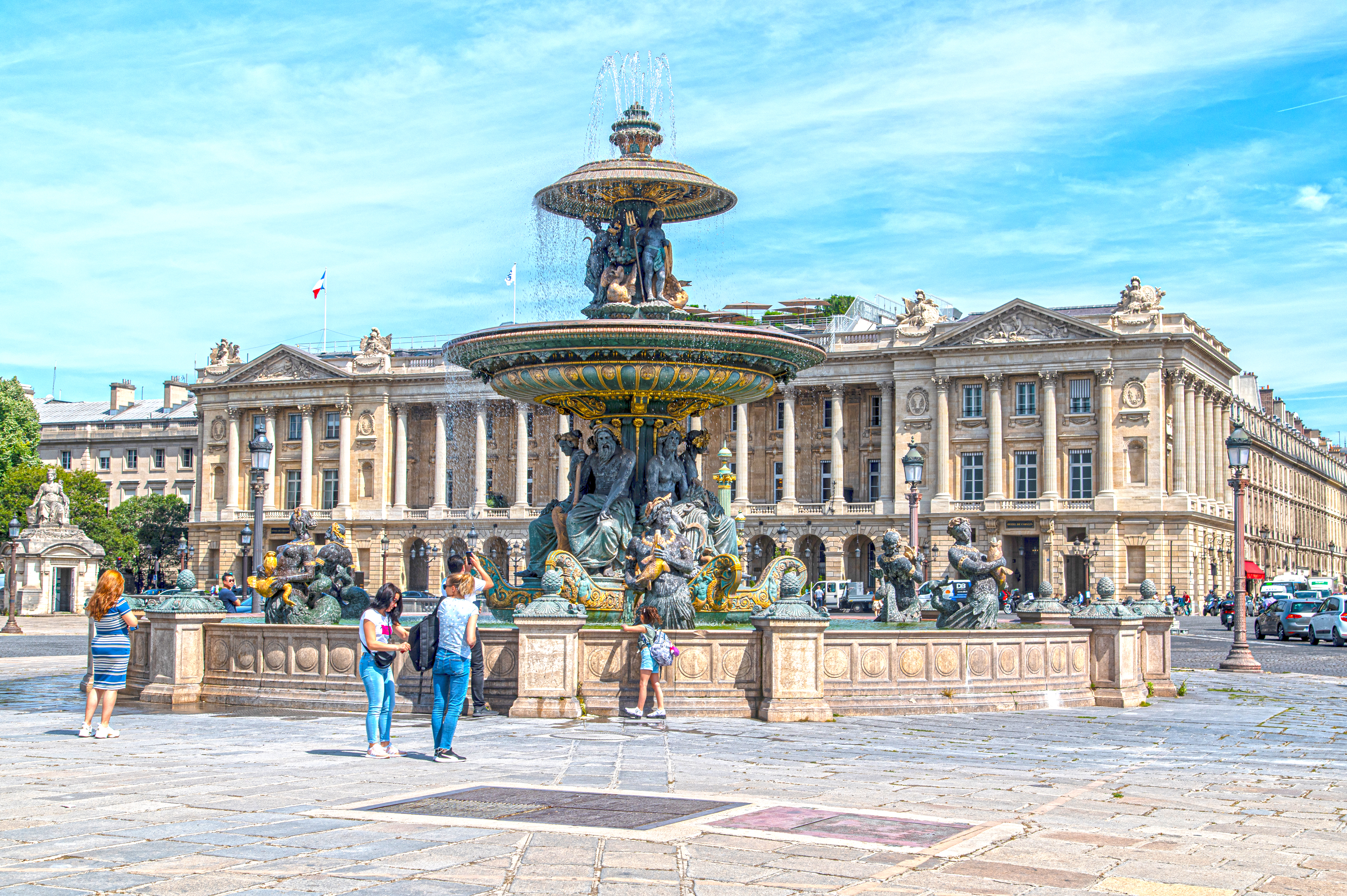

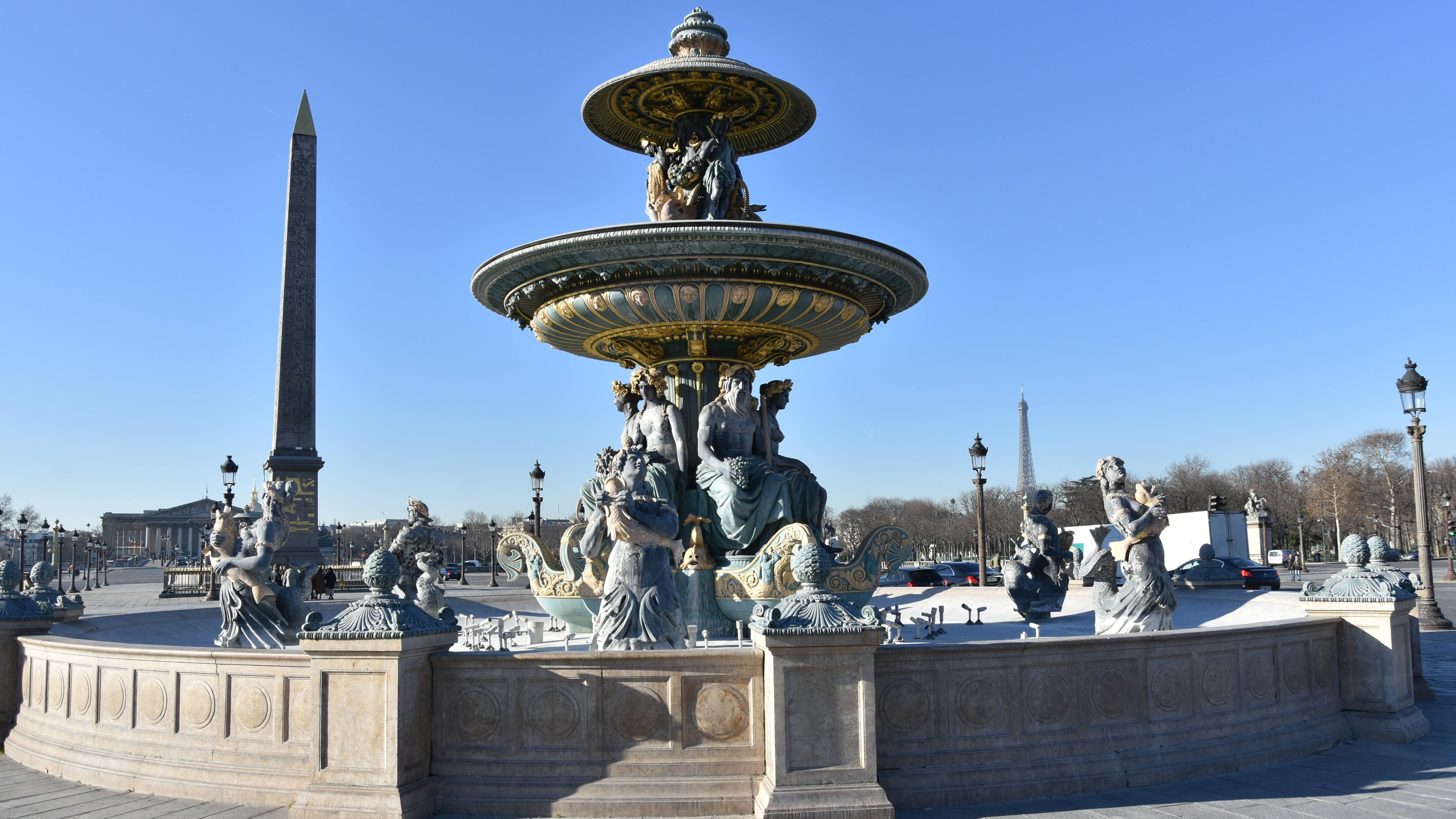

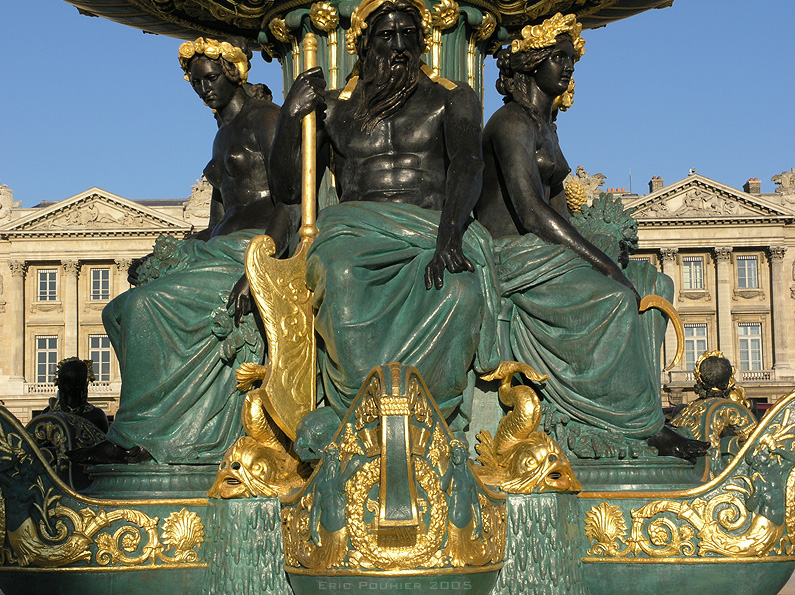
协和喷泉

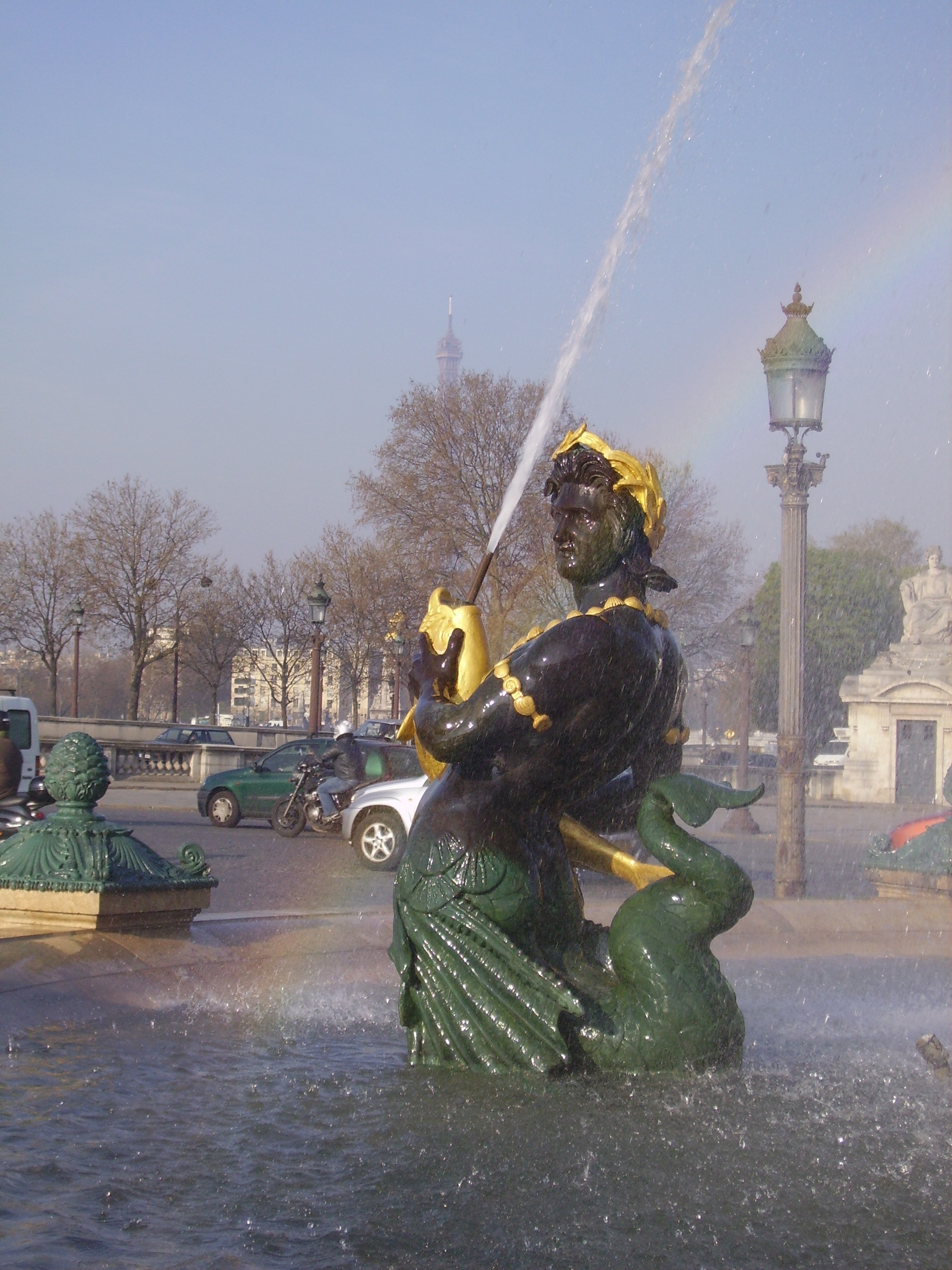
协和喷泉

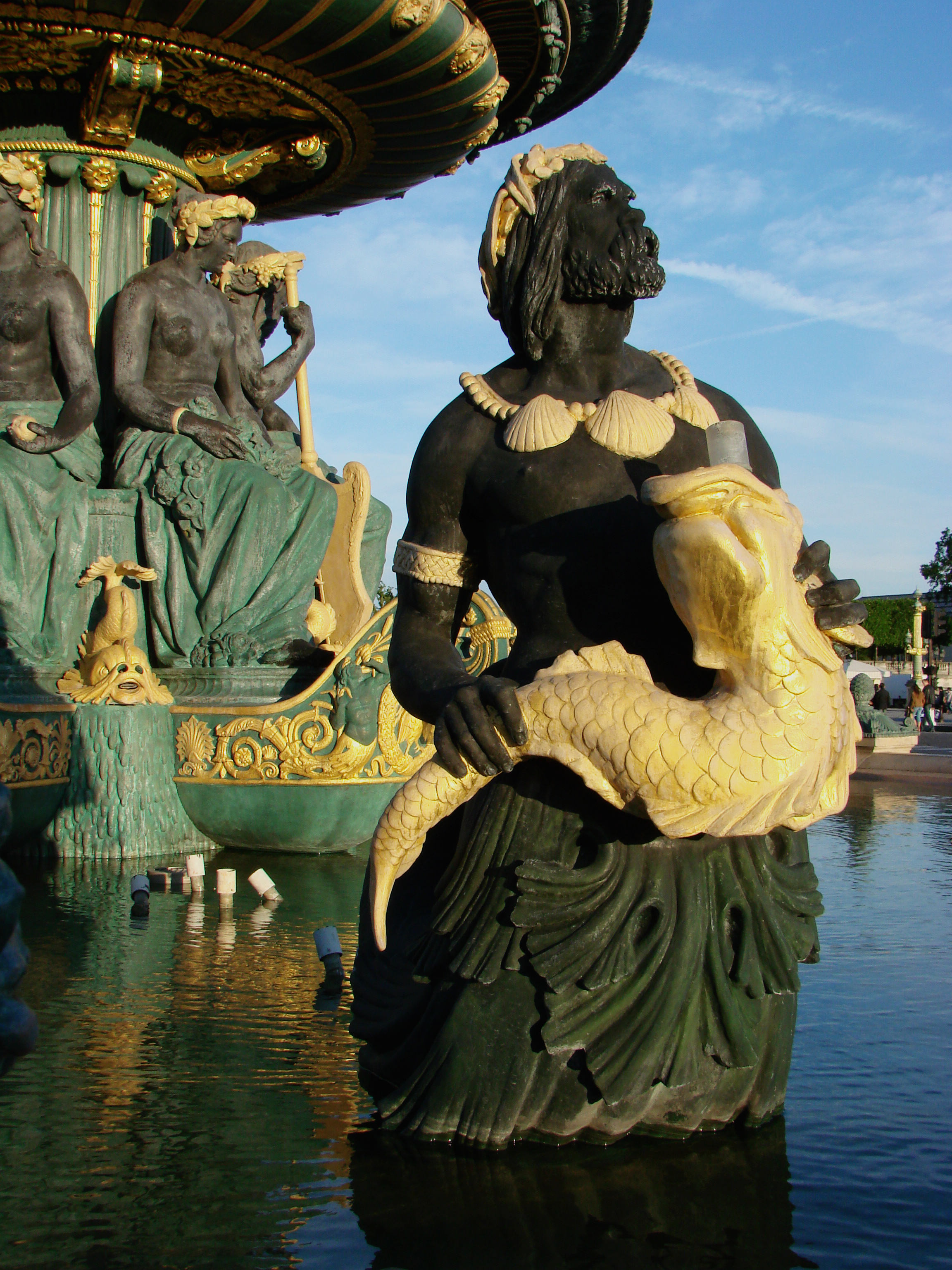
协和喷泉

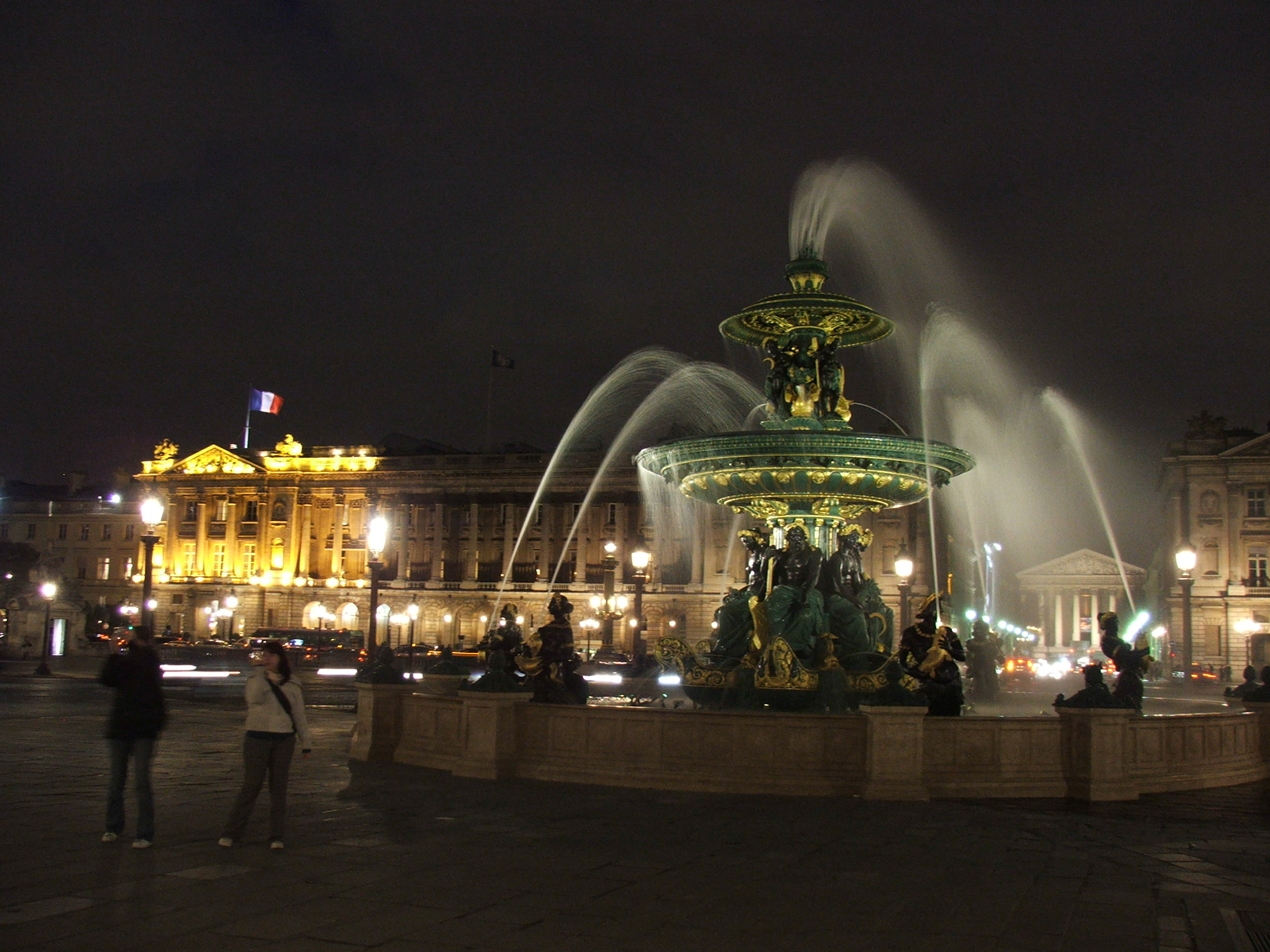
协和喷泉

协和喷泉（Fontaines de la Concorde）是巴黎市中心协和广场上的两座喷泉，完成于1840年路易-菲利普在位时期。
南面靠近塞纳河的是海洋喷泉，代表法国的海洋精神。巨大的半裸雕塑代表地中海和大西洋。其他雕塑代表海洋产业，还有珊瑚、鱼、贝壳和珍珠。
北面靠近玛大肋纳教堂的是河流喷泉，巨大的雕塑代表罗纳河和莱茵河。其他雕塑则代表法国的主要农产品：小麦和葡萄；花卉和水果。上方的雕塑则代表法国的内河航运、农业和工业。

## 雕塑家
在喷泉工作的雕塑家有:
- Auguste-Hyacinthe Debay (大西洋和地中海)
- Antoine Desboeufs (珊瑚和鱼)
- Achille-Joseph-Étienne Valois (贝壳和珍珠)
- Isidore-Hippolyte Brion (航海、天文和商业)
- Jean-François-Théodore Gechter (罗纳河和莱茵河)
- François-Gaspard Lanno  (花卉和水果)
- Honoré-Jean Husson (小麦和葡萄)
- Jean-Jacques Feuchère (内河航运、工业和农业)
- Jean-Jacques Elshoecht, Louis-Parfait Merlieux, Antonin-Marie Moine (tritons and neriads).[2]